# Circondario di Werra-Meißner
Il circondario di Werra-Meißner (in tedesco Werra-Meißner-Kreis) è uno dei circondari dello stato tedesco dell'Assia.
Fa parte del distretto governativo di Kassel.

## Città e comuni
(Abitanti al 31 dicembre 2022)
| Comuni del circondario | Città 1. Bad Sooden-Allendorf (8 394) 2. Eschwege (19 472) 3. Großalmerode (6 255) 4. Hessisch Lichtenau (12 598) 5. Sontra (7 561) 6. Waldkappel (4 231) 7. Wanfried (4 227) 8. Witzenhausen (15 005) | Comuni 1. Berkatal (1 508) 2. Herleshausen (2 820) 3. Meinhard (4 560) 4. Meißner (2 950) 5. Neu-Eichenberg (1 808) 6. Ringgau (2 868) 7. Wehretal (4 999) 8. Weißenborn (952) Territori extracomunali 1. Gutsbezirk Kaufunger Wald |